# フレネイ
フレネイ（仏: Fresnay）は、フランスのグラン・テスト地域圏、オーブ県に属するコミューン。

## 地理
県都トロアから東に50kmほどいった、県東部の田園地帯に位置する。建物はみな褐色をしている。北でヴィル＝シュル＝テールと、北東でティルと、南東でメゾン＝レ＝スレーヌと、南西にレヴィニーとそれぞれ接する。最寄り駅はここから10kmほどのバール＝シュル＝オーブ駅、最寄の空港は65kmほど離れたヴァトリー空港。

## 行政
- 首長 - ピエール・ジョバール（M. Pierre Jobard、2001年3月から）

議会の定数は首長も含め9。

## 人口の推移[1]
| 1962年 | 1968年 | 1975年 | 1982年 | 1990年 | 1999年 | 2006年 | 2007年 |
| ------ | ------ | ------ | ------ | ------ | ------ | ------ | ------ |
| 61     | 71     | 57     | 59     | 52     | 43     | 50     | 47     |